# Krypton-78
Krypton-78 of 78Kr is een stabiele isotoop van krypton, een edelgas. Het is een van de zes stabiele isotopen van het element, naast krypton-80, krypton-82, krypton-83, krypton-84 en krypton-86. De abundantie op Aarde bedraagt 0,35%. De isotoop wordt ervan verdacht via een dubbel bètaverval te vervallen tot de stabiele isotoop seleen-78. Krypton-78 heeft een halfwaardetijd van meer dan 110 triljoen jaar en kan dus de facto als stabiel worden beschouwd. Dit omdat de halfwaardetijd miljarden malen groter is dan de leeftijd van het universum.
Krypton-78 ontstaat onder meer bij het radioactief verval van broom-78 en rubidium-78.
69Kr · 70Kr · 71Kr · 72Kr · 73Kr · 73mKr · 74Kr · 75Kr · 76Kr · 77Kr · 78Kr · 79Kr · 79mKr · 80Kr · 81Kr · 81mKr · 82Kr · 83Kr · 83m1Kr · 83m2Kr · 84Kr · 84mKr · 85Kr · 85m1Kr · 85m2Kr · 86Kr · 87Kr · 88Kr · 89Kr · 90Kr · 91Kr · 92Kr · 93Kr · 94Kr · 95Kr · 96Kr · 97Kr · 98Kr · 99Kr · 100Kr · 101Kr